# Bolivar Gaudin
Bolivar Gaudin (Salto, 1932. június 24. – Párizs, Franciaország, 2017. december 2.) uruguayi képzőművész, a MADI művészeti mozgalom tagja és szervezője. Carmelo Arden Quin tanítványa és legközelebbi munkatársa. Baloldali elkötelezettségű, Che Guevara egykori barátja.

## Élete
1932-ben született Saltóban. Anyja nomád charrua indiánok, apja 19. századi dél-francia bevándorlók leszármazója volt. Nyolc testvérével együtt szegénységben nevelkedett. Öt-hat éves korától segítenie kellett a földek művelésében, majd tízéves korában abbahagyta az általános iskolát, és a földeken dolgozott. 1948-ban elhagyta családját. Hamis papírokkal kereskedővonaton Argentínába, Buenos Airesbe szökött. Csavargott, alkalmi munkákból élt, a rendőrök elől rejtőzve temetőben húzta meg magát. Később munkásokkal ismerkedett meg, akik állást szereztek neki, és kitanulta a villanyszerelő szakmát. Pénzt gyűjtött, majd két év távollét után visszatért szülőhazájába.
1950-ben kezdett festeni. Vízfestékkel dolgozott papírra, fára, figuratív képeket alkotott. Első kiállítását 1952-ben az utcán, egy saltói bank előtt rendezte.
1955-ben a fővárosba, Montevideóba költözött. Újságcikkek jelentek meg róla, egy galériatulajdonos is felfigyelt rá. Még ebben az évben munkát kínáltak neki a montevideói színháznál. Nyolc éven át díszleteket festett. A színházban műtermet is kapott és a festői gyakorlat elsajátításához szükséges fontos megrendeléseket. Lehetősége nyílott művelődésre és más világok megismerésére, mert a színházban gyakran vendégeskedtek francia (Comédie-Française), angol, amerikai, orosz és kínai társulatok.
1963-ban Európába utazott, s Párizsban telepedett le. 1963–1965 között ékszerkészítésből élt, ezt követően azonban kizárólag művei eladásából tartotta fenn magát.
1967-ben önálló műtermet nyitott a Nation tér mellett. Carmelo Arden Quinnel való találkozása után a MADI hatása alá került.

## Hitvallása
Nekem az élet valamennyi dolga közül a legfontosabb az „être”, tehát a lenni, és nem az „avoir”, vagyis a nyomorúságos birtoklás.

## Viszonya a MADI-hoz
A konstruktivizmus örökségébe ágyazott művei érzékeny formaegyensúlyról, rendről, egyszerűségről, találékonyságról szólnak, miközben nem jelentenek semmit, egyszerűen csak „vannak”: a nemlétből a létbe születtek.
Konstruktivista elődei közül Joaquín Torres García, valamint az orosz Tatlin, Rodcsenko és Liszickij, a magyar Péri László és Moholy-Nagy László, továbbá a belga Vantongerloo örökségét tartja a legmeghatározóbbnak magára nézve. Périvel kapcsolatban külön kiemeli, hogy szakított a hagyományos táblaformával (négyzet vagy téglalap), és ezzel elindult a poligonalitás felé.
A MADI-t az absztrakt, a konstruktív és a konkrét művészet folytatásának látja, a geometrikus művészet jelenének és jövőjének. Hiszi, hogy az újabb és újabb formák létrehozása az emberi szabadság kifejeződései.

## Művei Magyarországon
Néhány műve eljutott Magyarországra is. Elsősorban a Nemzetközi Mobil MADI Múzeum gyűjteményébe, de magángyűjteményekben is fel-felbukkan néhány alkotása. A MADI art periodical művészeti lapban gyakran jelennek meg képek műveiről, a 6. számban Dárdai Zsuzsa közölt terjedelmes interjút vele.